# Índice de Serviços de Telecomunicações
O Índice de Serviços de Telecomunicações (IST) é o índice de preços responsável por medir a inflação do setor de telecomunicações no Brasil e tem por objetivo atualizar valores associados à prestação dos serviços de telecomunicações, especialmente tarifas da telefonia pública. O IST serve também como balizador de diversos contratos firmados entre operadoras de telecomunicações e entes públicos e privados.

## Normatização
O IST foi normatizado pela Resolução nº 420, de 25 de novembro de 2005, que foi revisada pela Resolução n° 532, de 03 de agosto de 2009.

## Composição
Em sua definição, o Índice de Serviços de Telecomunicações (IST) é composto por uma combinação de outros índices econômicos existentes na economia brasileira (cesta de índices) com o objetivo de atualizar valores associados à prestação dos serviços de telecomunicações. Convém destacar que a seleção dos índices que compõem o IST foi realizada em um trabalho conjunto entre a ANATEL e a Fundação Instituto Brasileiro de Geografia e Estatística (IBGE), sendo que sua composição é determinada por 09 (nove) índices de preços existentes, cada um alocado segundo a natureza da despesa da prestadora, listados a seguir:
- IPCA - Índice de Preços ao Consumidor Amplo: utilizado pelo Banco Central do Brasil no acompanhamento de metas de inflação;

- IPCA- Subgrupo Energia Elétrica: mensura as variações de preços da energia elétrica residencial;

- IPCA- Subgrupo Correios: mensura as variações de preços de produtos de postagem e correios;

- INPC - Índice Nacional de Preços ao Consumidor: calculado a partir de uma amostra populacional composta de famílias com renda mensal variando entre 1 e 8 salários mínimos;

- SINAPI - Sistema Nacional de Pesquisa de Custos e Índices da Construção Civil: é produzido em parceria com a CAIXA e tem por objetivo a geração de séries mensais dos fatores de produção aplicados à construção civil, tais como o preço dos materiais, salários, custo dos projetos de construção em geral, etc.;

- IGP-DI - Índice Geral de Preços - Disponibilidade Interna: é um índice de preço que visa a constituir um deflator implícito do PIB, sendo calculado pela Fundação Getúlio Vargas;

- IPA-OG - Máquinas e Equipamentos: é calculado pela Fundação Getúlio Vargas e mede a variação de preços, no atacado, dos insumos componentes de máquinas e equipamentos voltados para a indústria de transformação, como motores, bombas, compressores, entre outros;

- IGP-M - Índice Geral de Preços – Mercado: similar ao IGP-DI, sendo o período de coleta distinto. É bastante utilizado pelo setor financeiro brasileiro;

- IPA-OG - Artigos de Borracha e de Material Plástico: mede a variação de preços, no atacado, dos insumos componentes de artigos de borracha e de material plásticos, como pneus para automóveis, ônibus e caminhões, laminados, embalagens, entre outros.

1. ↑  https://www.gov.br/anatel/pt-br/regulado/competicao/tarifas-e-precos/calculo-do-ist
2. ↑  «Cálculo do Índice de Serviços de Telecomunicações – IST». Agência Nacional de Telecomunicações. Consultado em 22 de maio de 2023
3. ↑  https://www.gov.br/anatel/pt-br/regulado/competicao/tarifas-e-precos/calculo-do-ist